# Florett
Florett (äldre franska floret, liten blomma) är en fäktvärja som är försedd med en skyddande utslagen knopp på klingspetsen. Benämningen härleder sig av den ursprungliga blomknoppsliknande knoppen. Vapnet leder sitt ursprung som skolvapen i fäktning från Ludvig XIV:s första tid, omkring 1643.
Floretten är avsedd endast för stöt. Klingan har ett fyrkantigt tvärsnitt och är böjlig och fjädrande. Den används dels som övningsvapen för inlärande av fäktning, dels som tävlingsvapen i modern sportfäktning.

## Bildgalleri

Florett, Sverige ca 1755-1760. Livrustkammaren
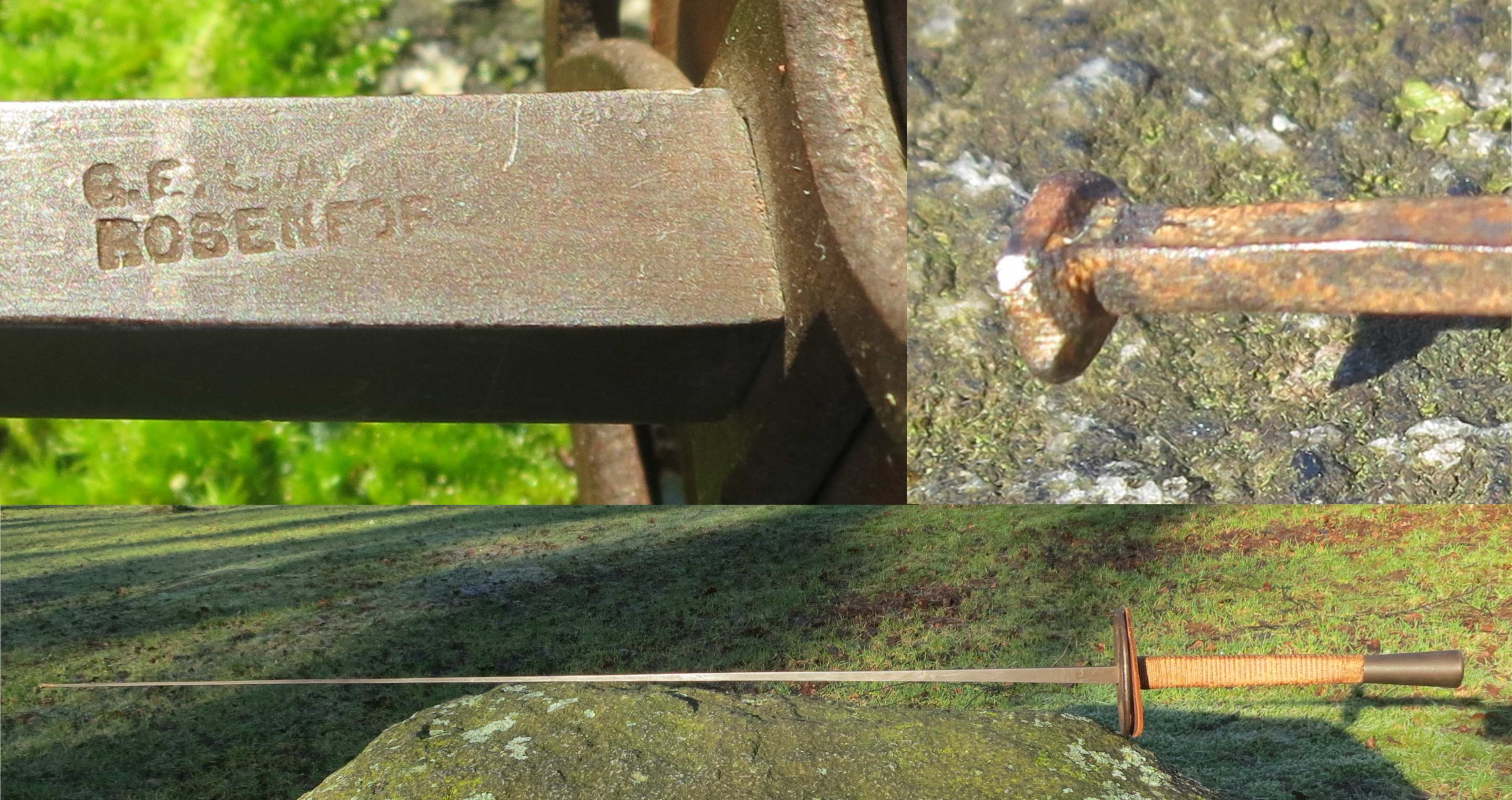
Svensk florett från tidigt 1900-tal
Målytan för florett-baserad sportfäktning.